# Colmenar del Arroyo
Colmenar del Arroyo település Spanyolországban, Madrid tartományban. Colmenar del Arroyo Villamantilla, Chapinería, Navas del Rey, Robledo de Chavela, Fresnedillas de la Oliva és Navalagamella községekkel határos. Lakosainak száma 2015 fő (2024).

## Népesség
A település népessége az utóbbi években az alábbiak szerint változott:
| Lakosok száma | 913  | 1107 | 1268 | 1376 | 1565 | 1581 | 1632 | 1725 | 1936 | 2015 |
|               | 2001 | 2004 | 2007 | 2009 | 2012 | 2014 | 2017 | 2019 | 2022 | 2024 |